# Gran Premi Carnevale d'Europa
El Gran Premi Carnevale d'Europa (en italià: Gran Premio di Cento-Carnevale d'Europa) va ser una cursa ciclista femenina italiana, d'un sol dia, que es disputava anualment a Cento, a la província de Ferrara. Es va organitzar de 1997 a 2011.

## Palmarès
| Any  | Vencedora              | Segona               | Tercera                   |
| ---- | ---------------------- | -------------------- | ------------------------- |
| 1997 | Simona Parente         | Valeria Cappellotto  | Elisabeth Chevanne-Brunel |
| 1998 | Greta Zocca            | Zinaïda Stahúrskaia  | Diana Žiliūtė             |
| 1999 | Edita Pučinskaitė      | Diana Žiliūtė        | Oksana Saprykina          |
| 2000 | Greta Zocca            | Anna Millward-Wilson | Sara Felloni              |
| 2001 | Rochelle Gilmore       | Zinaida Stahurskaja  | Katia Longhin             |
| 2002 | Zulfià Zabírova        | Martina Corazza      | Ghita Beltman             |
| 2003 | Regina Schleicher      | Diana Žiliūtė        | Giorgia Bronzini          |
| 2004 | Nicole Brändli         | Zulfià Zabírova      | Janildes Fernandes        |
| 2005 | Modesta Vžesniauskaitė | Anna Zugno           | Joanne Kiesanowski        |
| 2006 | Regina Schleicher      | Diana Žiliūtė        | Katia Longhin             |
| 2007 | No disputat            |                      |                           |
| 2008 | Diana Žiliūtė          | Grete Treier         | Rasa Leleivytė            |
| 2009 | Giorgia Bronzini       | Rochelle Gilmore     | Monia Baccaille           |
| 2010 | Giorgia Bronzini       | Rochelle Gilmore     | Monia Baccaille           |
| 2011 | Monia Baccaille        | Annalisa Cucinotta   | Giorgia Bronzini          |